# Tiquinho Soares
Francisco das Chagas Soares dos Santos, mais conhecido como Tiquinho Soares ou simplesmente Tiquinho (Sousa, 17 de janeiro de 1991), é um futebolista brasileiro que atua como centroavante. Joga pelo Santos.

## Carreira

### Início
Tiquinho foi descoberto aos 9 anos, na escolinha Deus é Vida. Iniciou a carreira nas bases do Palmeiras do Bairro das Rocas.

### Corinthians-AL
Em 2008, Soares foi transferido ainda nas divisões de base, para o Corinthians-AL.

### América de Natal
No ano de 2009, foi transferido para o América de Natal, onde iniciou a carreira como profissional.

### Botafogo-PB
No ano de 2010, foi defender o Botafogo-PB. Pelo clube, conquistou a Copa Paraíba Sub-21 no mesmo ano.

### CSP
Em janeiro de 2012, Soares assinou com o CSP. Pelo clube, conquistou a Copa Paraíba Sub-21 de 2012.

### Caicó
Em janeiro de 2012, foi emprestado ao clube Caicó, o jogador disputou 7 jogos e marcou 7 gols.

### Visão Celeste
No dia 2 de dezembro de 2012, assinou contrato de empréstimo pelo Visão Celeste.

### Retorno ao CSP
Em 2013, em seu retorno ao Centro Sportivo Paraibano, teve destaque, quando foi artilheiro do clube com 6 gols e chegou a brigar pela artilharia do Campeonato Paraíbano. Além disso, foi eleito a revelação do Campeonato.

### Cerâmica
Em junho de 2013, assinou contrato de empréstimo pelo Cerâmica, de Gravataí-RS.

### Treze
No ano de 2013, foi emprestado ao Treze.

### Veranópolis
Em janeiro de 2014, assinou contrato de empréstimo pelo Veranópolis, para a disputa do Gauchão. Neste campeonato, foram 16 jogos e quatro gols marcados com a camisa do Veranópolis, sendo um deles o da vitória sobre o Inter por 1 a 0, no Antônio David Farina, na partida de estreia do goleiro Dida pelo Colorado.

### Pelotas
Em julho de 2014, assinou empréstimo pelo Pelotas.

### Lucena
Em outubro de 2014, assina empréstimo pelo Lucena.

### Nacional
Em 21 de dezembro de 2014, assina contrato de empréstimo ao clube português Clube Desportivo Nacional. Em 21 de fevereiro, fez sua primeira aparição em Portugal como substituto de Lucas João na derrota fora de casa por 3 a 1 para o Sporting de Braga. Marcou seu primeiro gol pelo clube em 20 de abril de 2015, em um Dérbi da Madeira contra o Marítimo.
Nas duas temporadas em que esteve emprestado ao Nacional, disputou 42 partidas e marcou 12 gols.

### Vitória de Guimarães
Após um belo início no futebol português, disputando a Primeira Divisão, acabou por se transferir para o Vitória de Guimarães em 25 de maio de 2016. Tiquinho foi vendido pelo CSP para o Vitória de Guimarães por aproximadamente € 500 mil. Estreou-se pela sua nova equipa a 14 de agosto, numa derrota em casa por 1-0 para o Sporting Braga e marcou o seu primeiro golo de grande penalidade 12 dias depois, na vitória por 5-3 sobre o Paços de Ferreira.
No novo clube, fez nove gols em 22 jogos somente no início da temporada 2016–17.

### Porto
No ano de 2017, assinou pelo Porto. O clube pagou 3,5 milhões de euros, assinando contrato até junho de 2021. Logo na sua estreia pelos Dragões, no clássico contra o Sporting, Soares fez os dois golos na vitória da sua equipa. “Tiquinho”, como era chamado, foi o herói da vitória do Porto por 2–1 contra o Sporting, que colocou os Dragões naquele momento na liderança do Campeonato Português. No dia 6 de março de 2019, marcou contra o Roma, em partida válida pela Liga dos Campeões da UEFA, quando o Porto venceu por 3–1, garantindo a vaga nas quartas de finais da competição.
Tiquinho precisou de apenas nove partidas pelo torneio nacional para marcar 10 gols, superando o início de Hulk e Falcao no Porto. Chegaria aos 12 até ao final da época.
Após três épocas e meia em que representou os azuis e brancos participou em 140 jogos e marcou 64 golos pelos dragões.

### Tianjin Teda
Em 25 de setembro de 2020, o Tianjin Teda, da China, anunciou a chegada de Tiquinho, que deixou o Porto após três temporadas e meia, por um valor a rondar os seis milhões de euros, de acordo com a imprensa portuguesa.
Seu último jogo pelo Tianjin Teda foi em 12 de dezembro de 2020. Em 18 maio de 2021, Tiquinho colocou ao clube chinês um processo junto a FIFA por não ter recebido qualquer ordenado desde que rumou à China, rescindo de forma unilateral o contrato.
Tiquinho deixou o Tianjin Teda, emblema o qual defendeu apenas em sete jogos.

### Olympiacos
O Olympiacos, treinado pelo português Pedro Martins, anunciou em 31 de maio de 2021 a contratação de Tiquinho Soares, com contrato válido até 2024.
Tiquinho encerrou sua passagem pela Grécia com 51 jogos, com 14 gols anotados e uma assistência e também conquistou o título de campeão grego, além de ter chegado na semifinal da taça da Grécia.

### Botafogo
2022
Em 12 de agosto de 2022, Tiquinho foi anunciado pelo Botafogo, assinando um contrato até dezembro de 2024. Em 4 de setembro de 2022, Tiquinho Soares fez sua estreia pelo Botafogo, que derrotou o Fortaleza por 3 a 1, na Arena Castelão pelo Campeonato Brasileiro. Em 17 de outubro, marcou seu primeiro gol pelo clube, na vitória por 2 a 0 sobre o Coritiba, pelo Brasileirão.
Tiquinho fechou sua primeira temporada no Glorioso como um dos principais jogadores da equipe, ele fez 14 jogos e anotou 6 gols.
2023
Tiquinho Soares protagonizou, em 26 de fevereiro de 2023, no clássico entre Botafogo e Flamengo, uma cena polêmica. O jogador foi expulso, e logo após receber o cartão vermelho, dirigiu-se acintosamente ao árbitro. Na súmula, o árbitro relatou que sofreu uma tentativa de agressão por parte do jogador. Tiquinho Soares foi suspenso preventivamente por 30 dias pelo Tribunal de Justiça Desportiva do Rio de Janeiro (TJD-RJ), no dia 2 de março. O TJD-RJ julgou as denúncias relatadas no nervoso clássico contra o Flamengo, e Tiquinho recebeu oito jogos de suspensão e multa de R$ 3 mil.
Em 15 de março de 2023, Tiquinho anotou um hat trick na goleada do Botafogo sobre o Brasiliense, por 7 a 1, e confirmou a vaga para a terceira fase da Copa do Brasil, em Cariacica.
No início da temporada de 2023, Tiquinho Soares conquistou a Taça Rio com o Botafogo.
Após fazer um início avassalador no Campeonato Brasileiro, marcando 6 gols e contribuindo com 3 assistências em 7 jogos, Tiquinho foi eleito o melhor jogador do Brasileirão do mês de abril e maio. Participou ativamente da campanha que culminou com o melhor desempenho no primeiro turno de um clube na história do Brasileirão.
Tiquinho encerrou a temporada 2023 com ótimos resultados individuais, tendo sido o artilheiro da Copa do Brasil, com cinco gols, e vice artilheiro do Brasileirão com 17 tentos.
2024
A boa temporada despertou interesse de clubes pelo atacante. O Grêmio sondou a situação de Tiquinho Soares em janeiro de 2024. O Botafogo, no entanto, deixou claro que não tem intenção de negociar o centroavante., tendo recusado uma proposta 4 milhões de euros (R$ 21,3 milhões pela cotação da época) do clube gaúcho pelo jogador.
Marcou seu primeiro gol na temporada no dia 30 de janeiro, contra a Portuguesa, em jogo válido pela 5ª rodada do Campeonato Carioca.
Tiquinho começoua a temporada como titular absoluto até julho, quando Igor Jesus foi contratado. Assim, Tiquinho perdeu espaço e passou a ser usado como o 12º jogador. Ele ajudou o Botafogo nesta temporada que o clube conquistou a Conmebol Libertadores e o Campeonato Brasileiro, Tiquinho fez 53 jogos, 9 gols e distribuído oito assistências.
Apesar do sucesso no Botafogo, o clube, para equilibrar a folha salarial, optou por vender Tiquinho ao Santos no final da temporada.

### Santos
No dia 24 de janeiro de 2025, o Santos anunciou a contratação do atacante Tiquinho Soares. O jogador assinou um contrato válido até o fim de 2027. Na noite de 05 de fevereiro de 2025, marcou seu primeiro gol com a camisa do Peixe em cobrança de pênalti contra o Botafogo - SP, pela sétima rodada do Campeonato Paulista.

## Estatísticas
Atualizadas até 12 de junho de 2024.
Clubes
| Clube                | Temporada         | Campeonato nacional | Campeonato nacional | Campeonato nacional | Copa nacional[a] | Copa nacional[a] | Copa nacional[a] | Competições continentais[b] | Competições continentais[b] | Competições continentais[b] | Outros torneios[c] | Outros torneios[c] | Outros torneios[c] | Total | Total | Total   |
| Clube                | Temporada         | Jogos               | Gols                | Assist.             | Jogos            | Gols             | Assist.          | Jogos                       | Gols                        | Assist.                     | Jogos              | Gols               | Assist.            | Jogos | Gols  | Assist. |
| -------------------- | ----------------- | ------------------- | ------------------- | ------------------- | ---------------- | ---------------- | ---------------- | --------------------------- | --------------------------- | --------------------------- | ------------------ | ------------------ | ------------------ | ----- | ----- | ------- |
| América de Natal     | 2009              | 2                   | 0                   | 0                   | —                | —                | —                | —                           | —                           | —                           | 3                  | 0                  | 0                  | 5     | 0     | 0       |
| América de Natal     | Total             | 2                   | 0                   | 0                   | —                | —                | —                | —                           | —                           | —                           | 3                  | 0                  | 0                  | 5     | 0     | 0       |
| CSP                  | 2012              | —                   | —                   | —                   | —                | —                | —                | —                           | —                           | —                           | 17                 | 10                 | 0                  | 17    | 10    | 0       |
| CSP                  | Total             | —                   | —                   | —                   | —                | —                | —                | —                           | —                           | —                           | 17                 | 10                 | 0                  | 17    | 10    | 0       |
| Cerâmica             | 2012              | —                   | —                   | —                   | —                | —                | —                | —                           | —                           | —                           | 9                  | 2                  | 0                  | 9     | 2     | 0       |
| Cerâmica             | Total             | —                   | —                   | —                   | —                | —                | —                | —                           | —                           | —                           | 9                  | 2                  | 0                  | 9     | 2     | 0       |
| Treze                | 2013              | 9                   | 0                   | 0                   | —                | —                | —                | —                           | —                           | —                           | —                  | —                  | —                  | 9     | 0     | 0       |
| Treze                | Total             | 9                   | 0                   | 0                   | —                | —                | —                | —                           | —                           | —                           | —                  | —                  | —                  | 9     | 0     | 0       |
| Veranópolis          | 2013              | —                   | —                   | —                   | —                | —                | —                | —                           | —                           | —                           | 16                 | 4                  | 0                  | 16    | 4     | 0       |
| Veranópolis          | Total             | —                   | —                   | —                   | —                | —                | —                | —                           | —                           | —                           | 16                 | 4                  | 0                  | 16    | 4     | 0       |
| Pelotas              | 2013              | 3                   | 0                   | 0                   | —                | —                | —                | —                           | —                           | —                           | —                  | —                  | —                  | 3     | 0     | 0       |
| Pelotas              | Total             | 3                   | 0                   | 0                   | —                | —                | —                | —                           | —                           | —                           | —                  | —                  | —                  | 3     | 0     | 0       |
| Nacional             | 2014–15           | 12                  | 2                   | 0                   | 2                | 0                | 0                | —                           | —                           | —                           | —                  | —                  | —                  | 14    | 2     | 0       |
| Nacional             | 2015–16           | 30                  | 10                  | 1                   | 5                | 4                | 0                | —                           | —                           | —                           | —                  | —                  | —                  | 35    | 14    | 1       |
| Nacional             | Total             | 42                  | 12                  | 1                   | 7                | 4                | 0                | —                           | —                           | —                           | —                  | —                  | —                  | 49    | 16    | 1       |
| Vitória de Guimarães | 2016–17           | 16                  | 7                   | 1                   | 6                | 2                | 1                | —                           | —                           | —                           | —                  | —                  | —                  | 22    | 9     | 2       |
| Vitória de Guimarães | Total             | 16                  | 7                   | 1                   | 6                | 2                | 1                | —                           | —                           | —                           | —                  | —                  | —                  | 22    | 9     | 2       |
| Porto                | 2016–17           | 15                  | 12                  | 0                   | —                | —                | —                | 2                           | 0                           | 0                           | —                  | —                  | —                  | 17    | 12    | 0       |
| Porto                | 2017–18           | 24                  | 8                   | 3                   | 7                | 2                | 2                | 3                           | 1                           | 0                           | —                  | —                  | —                  | 34    | 11    | 5       |
| Porto                | 2018–19           | 28                  | 15                  | 3                   | 8                | 6                | 1                | 4                           | 1                           | 1                           | 1                  | 0                  | 0                  | 41    | 22    | 5       |
| Porto                | 2019–20           | 30                  | 10                  | 1                   | 10               | 6                | 1                | 8                           | 3                           | 0                           | —                  | —                  | —                  | 48    | 19    | 2       |
| Porto                | Total             | 97                  | 45                  | 7                   | 25               | 14               | 4                | 17                          | 5                           | 1                           | 1                  | 0                  | 0                  | 140   | 64    | 12      |
| Tianjin Teda         | 2020              | 4                   | 0                   | 0                   | 3                | 2                | 0                | —                           | —                           | —                           | —                  | —                  | —                  | 7     | 2     | 0       |
| Tianjin Teda         | Total             | 4                   | 0                   | 0                   | 3                | 2                | 0                | —                           | —                           | —                           | —                  | —                  | —                  | 7     | 2     | 0       |
| Olympiacos           | 2021–22           | 33                  | 9                   | 0                   | 6                | 2                | 0                | 8                           | 3                           | 0                           | —                  | —                  | —                  | 47    | 14    | 0       |
| Olympiacos           | 2022–23           | —                   | —                   | —                   | —                | —                | —                | 4                           | 0                           | 0                           | —                  | —                  | —                  | 4     | 0     | 0       |
| Olympiacos           | Total             | 33                  | 9                   | 0                   | 6                | 2                | 0                | 12                          | 3                           | 0                           | —                  | —                  | —                  | 51    | 14    | 0       |
| Botafogo             | 2022              | 14                  | 6                   | 2                   | —                | —                | —                | —                           | —                           | —                           | —                  | —                  | —                  | 14    | 6     | 2       |
| Botafogo             | 2023              | 33                  | 17                  | 4                   | 4                | 5                | 1                | 6                           | 3                           | 0                           | 11                 | 4                  | 0                  | 54    | 29    | 5       |
| Botafogo             | 2024              | 17                  | 4                   | 3                   | 1                | 0                | 0                | 10                          | 1                           | 3                           | 9                  | 3                  | 2                  | 52    | 10    | 8       |
| Botafogo             | Total             | 64                  | 27                  | 9                   | 5                | 5                | 1                | 16                          | 4                           | 4                           | 20                 | 7                  | 2                  | 105   | 43    | 16      |
| Total na carreira    | Total na carreira | 270                 | 100                 | 18                  | 52               | 29               | 6                | 45                          | 12                          | 4                           | 63                 | 23                 | 2                  | 430   | 164   | 31      |

- a. ^ Jogos da Copa do Brasil, Taça de Portugal, Taça da Liga e Copa da Grécia
- b. ^ Jogos da Liga dos Campeões da UEFA, Liga Europa, Copa Libertadores e Copa Sul-Americana
- c. ^ Jogos da Copa do Nordeste, Campeonato Carioca, Taça Rio, Campeonato Paraíbano, Campeonato Gaúcho e Supertaça Cândido de Oliveira

## Títulos
Botafogo-PB
- Copa Paraíba: 2010

CSP
- Copa Paraíba: 2012[4]

Lucena
- Campeonato Paraibano - Segunda Divisão: 2014

Porto
- Primeira Liga: 2017–18 e 2019–20
- Taça de Portugal: 2019–20
- Supertaça Cândido de Oliveira: 2018

Olympiacos
- Superliga Grega: 2021–22

Botafogo
- Copa Libertadores da América: 2024
- Campeonato Brasileiro: 2024

### Prêmios individuais
- Revelação do Campeonato Paraibano: 2013[5]
- Jogador do Mês da Primeira Liga: Fevereiro de 2017[45]
- Jogador do Mês do Campeonato Brasileiro: Abril de 2023,[32] Maio de 2023,[33] Junho de 2023[46] e Julho de 2023[47]

### Artilharias
- Copa do Brasil: 2023 (5 gols)[48]